# Кассія Еллер
Касія Режане Еллер (порт. Cássia Rejane Eller; нар. 10 грудня 1962, Ріо-де-Жанейро — пом. 29 грудня 2001, там же) — бразильська співачка і рок-музикант. Займає 40-ве місце в списку 100 найвидатніших виконавців бразильської музики за версією журналу Rolling Stone Brasil і 18-те місце в списку 100 найвеличніших голосів бразильської музики за версією того ж журналу.

## Життєпис
Провівши більшу частину юності в місті Бразиліа, Касія Еллер кинула школу і повернулася у своє рідне Ріо-де-Жанейро, де незабаром почала музичну кар'єру. У 1990 році з виходом свого дебютного альбому Cássia Eller вона стала зіркою місцевого андеграунду. Крім інших пісень, в альбом входила «Rubens» — вельми двозначна любовна пісня, тут же заборонена владою. Наступний її реліз E. C. T. (1992) згодом був названий «полем битви за сексуальну свободу».
У 1993 році Касія народила сина Франсішку «Шикана» (Chicão) Еллер. У тому ж році вона оголосила громадськості про свій багаторічний зв'язок з Марією Євгенією Віейрою Мартінш. Свій камінг-аут вона пояснила тим, що не бажає, аби її син ріс в атмосфері пліток про свою матір. Бувши однією з найбільш відомих бразильських артисток-лесбійок, Еллер неодноразово удостоювалася прізвиська «південноамериканська Мелісса Етерідж».
Крім свого глибокого, хрипкого голосу, Касія Еллер здобула популярність завдяки зухвалій поведінці на публіці: вона часто виголювала собі ірокез, а на телешоу неодноразово оголювала груди. Вона знялася оголеною для оформлення буклета до свого «зоряного» альбому Com Você… Meu Mundo Ficaria Completo (1999). Ця платівка негайно завоювала «золотий» статус, принісши Еллер перемогу в Latin Grammy Award в номінації «Найкращий бразильський рок-альбом». Ще одну нагороду вона отримала за свою кавер-версію пісні Нанду Реїша «O Segundo Sol». Згодом ця пісня увійшла до альбому Acústico MTV (2001) — запис концерту на бразильському каналі MTV, також став «золотим».
Касія Еллер померла 29 грудня 2001 року у 39-річному віці. Вона була доставлена в лікарню Ріо-де-Жанейро в стані хворобливого збудження і дезорієнтації; в цьому стані вона перенесла серію серцевих нападів. Експертиза показала, що причиною смерті став стан серця Еллер, а не наркотики. Опікункою її сина Франсішку стала Євгенія Мартінш, яка була партнеркою Еллер протягом чотирнадцяти років: це право вона отримала в результаті майже річного судового процесу з бабусею хлопчика Альтаїр Еллер.

## Особисте життя
Кассія Еллер була відкритою бісексуалкою. У 1993 році Кассія Еллер народила свою першу і єдину дитину, сина на ім'я Франсіско (його ласкаво називали Чікао), від випадкових стосунків з другом, басистом Тавіньо Фіальо, який був одружений.

## Дискографія
- Cássia Eller (1990)
- O Marginal (1992)
- Cássia Eller (1994)
- Cássia Eller Ao Vivo (1996) (концертний)
- Veneno AntiMonotonia (1997)
- Veneno Vivo (1998) (концертний)
- Com Você… Meu Mundo Ficaria Completo (1999)
- Acústico MTV (2001) (концертний)
- Dez de Dezembro (2002)
- Rock in Rio: Cássia Eller Ao Vivo (2006) (концертний)